# Lysiphragma howesii
Lysiphragma howesii är en fjärilsart som beskrevs av Quail 1901. Lysiphragma howesii ingår i släktet Lysiphragma och familjen äkta malar. Inga underarter finns listade i Catalogue of Life.